# Фрідріх Земіш
Фрідріх Земіш (нім. Friedrich Sämisch; 20 вересня 1896, Берлін — 16 серпня 1975, Західний Берлін) — німецький шахіст, гросмейстер (1950), шаховий теоретик.
Зробив значний внесок у теорію дебютів: на його честь названі системи в захисті Німцовича, староіндійському захисті.

## Спортивні результати
| Рік  | Турнір                                        | +  | - | = | Результат | Місце |
| ---- | --------------------------------------------- | -- | - | - | --------- | ----- |
| 1921 | Відень                                        |    |   |   | з         | 1     |
| 1922 | П'єштяни                                      | 5  | 4 | 9 | 9½ з 18   | 6-7   |
|      | Матч проти Р. Реті                            | 4  | 1 | 3 | 5½ з 8    |       |
| 1923 | Копенгаген                                    | 4  | 2 | 4 | 6 з 10    | 2-3   |
| 1925 | Баден-Баден 1925                              | 10 | 3 | 7 | 13½ з 20  | 3     |
|      | Москва 1925                                   | 2  | 9 | 9 | 6½ з 20   | 18-19 |
| 1926 | Спа                                           |    |   |   | з         | 1-2   |
| 1927 | Берлін                                        | 4  | 1 | 4 | 6 з 9     | 2-4   |
| 1928 | Гіссен                                        |    |   |   | з         | 3     |
|      | Берлін                                        |    |   |   | з         | 2     |
|      | Тренчанске-Тепліце                            |    |   |   | з         | 3     |
|      | Дортмунд                                      | 5  | 0 | 3 | 6½ з 8    | 1     |
|      | Брно                                          | 5  | 0 | 4 | 7 з 9     | 1-2   |
| 1929 | Дуйсбург, 26-й чемпіонат Німеччини            | 6  | 3 | 4 | 8 з 13    | 3     |
| 1930 | Свінемюнде (нині Свіноуйсьце)                 | 6  | 1 | 2 | 7 з 10    | 1     |
|      | Гамбург, Шахова олімпіада 1930 (на 2-й дошці) | 8  | 3 | 3 | 9½ з 14   |       |
| 1934 | Лібверда                                      |    |   |   | з         | 2     |
| 1937 | Рогашка Слатина                               |    |   |   | з         | 2-4   |

Відомий також тим, що на турнірі в Лінчепінзі (1969) прострочив час у 13 партіях. Це рекорд програшів за часом (згідно зі спеціальним шаховим випуском Книги рекордів Гіннеса, 1987 рік)
Про цей епізод:
У турнірі — без всякого сумніву, його останньому турнірі — він виграв першу партію в блискучому стилі. Другу звів унічию завдяки пам'ятному трюку в позиції, яка здавалась безнадійною. Усі наступні тринадцять партій він програв за часом.